# 광주중흥초등학교
광주중흥초등학교는 광주광역시 북구 중흥동에 있는 공립 초등학교이다.

## 학교 연혁
- 1966년 10월 27일 광주수창국민학교 경양분교장 인가
- 1968년 4월 20일 광주중흥국민학교 개교
- 1996년 3월 1일 광주중흥초등학교로 개칭
- 2003년 10월 4일 교사 재배치 공사 준공
- 2022년 9월 1일 제23대 신은영 교장 취임
- 2023년 1월 6일 제54회 졸업장 수여식(35명 졸업, 총 14,038명)
- 2023년 3월 1일 22학급 편성(특수학습 2포함), 유치원 2학급(종일반 운영)

## 학교 상징
- 교화 - 철쭉 : 척촉화라고도 함, 여러 가지 색깔의 꽃이 있음, 아름답고 고운 마음을 상징함
- 교목 - 향나무 : 줄기가 곧고 높이 자람, 항상 푸르고 강건함, 푸른 꿈을 상징함
- 교색 - 하늘색 : 맑고 안정된 느낌임, 넓고 고요한 마음이 느껴짐

## 참고 자료
- 광주중흥초등학교 - 한국교육학술정보원 학교알리미